# Benjamin-Constant
Pour les articles homonymes, voir Benjamin, Constant et Benjamin Constant.
François Jean Baptiste Benjamin Constant, dit Jean-Joseph Benjamin-Constant, dit Benjamin-Constant, est un peintre et graveur français né le 10 juin 1845 à Batignolles-Monceau (Seine) et mort le 26 mai 1902 à Paris.
Réputé pour ses sujets orientalistes, il est aussi l'un des portraitistes favoris de la haute société française et britannique de la fin du XIXe siècle.

## Biographie
François Jean Baptiste Benjamin Constant naît au 22, rue Lemercier à Batignolles-Monceau (aujourd’hui un quartier de Paris 17e) le 10 juin 1845 et est baptisé le 3 août 1845 dans l'église Sainte-Marie des Batignolles. Il est le fils de Joseph Jean-Baptiste Constant (né en 1810), géographe de l'administration des postes, et de Catherine Pichot-Duclos (1821-1855).
À la mort de sa mère en 1855, il a 10 ans. Son père est employé par l'administration générale des postes à Toulouse. Benjamin-Constant est recueilli par ses tantes localement.
Il étudie à partir de 1859 à l'École des beaux-arts de Toulouse, où il est élève de Jules Garipuy. Il est l'ami des sculpteurs Laurent Marqueste, Jean-Antoine Injalbert et Antonin Mercié. Ayant remporté plusieurs prix, il profite d'une bourse de la ville de Toulouse pour aller étudier à l'École des beaux-arts de Paris en 1866. Il s'inscrit dans l'atelier d'Alexandre Cabanel le 28 novembre 1866. Il lui a ultérieurement succédé comme enseignant dans cette même école. En 1868, il tente sans succès le concours du prix de Rome. Il subit un second échec l'année suivante et décide de quitter l'école. Il présente au Salon sa première œuvre, Hamlet et le Roi, achetée par l'État pour le musée Massey de Tarbes et aujourd'hui conservée à Paris au musée d'Orsay.
Sa première manière, orientaliste, est influencée par Eugène Delacroix et par son séjour en 1870 à Tanger au Maroc en compagnie des peintres Georges Clairin et Henri Regnault. La même année, il revient en France et participe à la guerre franco-prussienne.
Il épouse Delphine Badier, institutrice, le 18 mars 1871 à Paris.
De 1871 à 1873, il visite l'Espagne, Madrid, Tolède, Cordoue et Grenade, rencontre le peintre Marià Fortuny. Il traverse le détroit de Gibraltar et retourne au Maroc où il s'installe à Tanger pendant dix-huit mois. Il visite l'intérieur du pays avec un ami de son père, Charles Tissot. Il rencontre le sultan et sa suite, le caïd Tahami. Il achète des objets précieux dont il s'est servi dans ses peintures orientalistes. Il rentre en France en 1873. Son épouse meurt le 28 octobre 1873 à Narbonne. Il s'installe à Paris, dans un atelier de Montmartre, au no 31 rue Gabrielle, qu'il partage avec le peintre toulousain Edmond Yarz (1845-1920).
Jusqu'en 1889, il expose au Salon de Paris des toiles d'inspiration orientaliste qui remportent un vif succès.
De plus en plus connu, il épouse en secondes noces le 8 novembre 1875 à Paris, Catherine-Jeanne Arago (1851-1909), fille d'Emmanuel Arago dont il a ensuite deux fils : Emmanuel Benjamin Constant (Paris, 1877 - Cannes, 1900) et André Benjamin Constant dit André Baine (Paris, 1878 - Alger, 1930).
Il fait un nouveau séjour à Tanger en 1883.

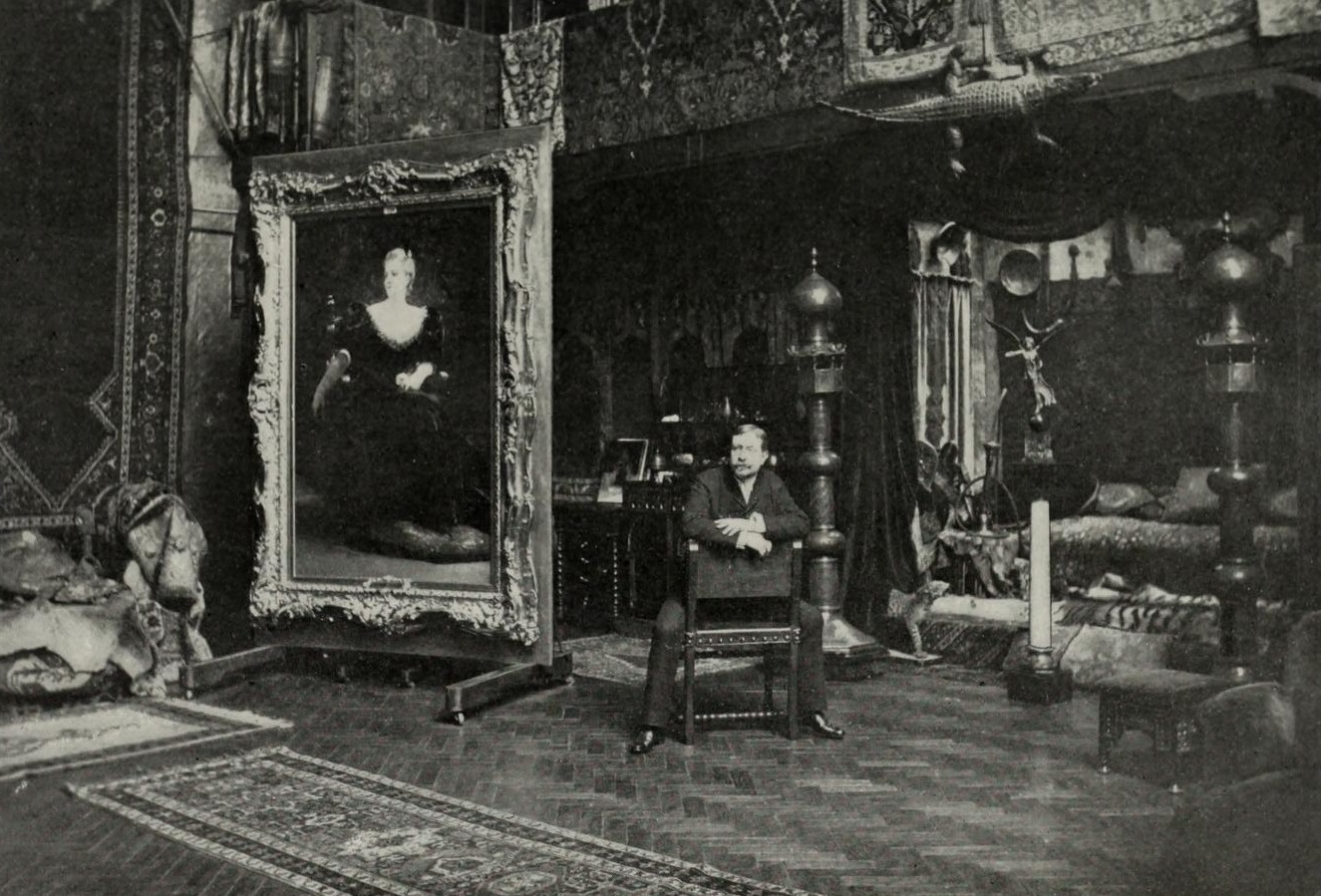
Benjamin-Constant dans son atelier.

Il se tourne ensuite vers le portrait et la décoration, souvent monumentale. Dans ce dernier domaine, on lui doit notamment le mur de la salle des Illustres du Capitole de Toulouse, les plafonds de l'hôtel de ville de Paris et du théâtre national de l'Opéra-Comique, ainsi que plusieurs peintures murales de salle du Conseil académique de la Sorbonne à Paris.
En 1888, il voyage aux États-Unis et à Montréal. Il passe la soirée du réveillon chez le sénateur montréalais George Alexander Drummond qui lui avait acheté Le Lendemain d'une victoire à l'Alhambra, en 1882, et Hérodiade l'année suivante.
Il succède en 1888 à Gustave Boulanger comme enseignant à l'académie Julian. L'année suivante, il reçoit la médaille d'or de l'Exposition universelle de Paris.
Il est élu membre de l'Académie des beaux-arts en 1893 et est président d'honneur de l'exposition inaugurale de la Société des peintres orientalistes avec Jean-Léon Gérôme. En 1896, il obtient la médaille d'or au Salon de Paris pour son œuvre Portrait de mon fils André. Il est fréquemment sollicité pour des portraits et peint notamment ceux de la reine Victoria et du pape Léon XIII.
Il avait ses ateliers au 15, impasse Hélène et au 37, rue Pigalle à Paris à partir de 1896.
Il meurt le 26 mai 1902 au 59, rue Ampère dans le 17e arrondissement de Paris, et, est inhumé au cimetière de Montmartre (23e division).

## Élèves
- Louis Abel-Truchet (1857-1918), à l'académie Julian.
- Many Benner (1873-1965), vers 1889-1891.
- Louis-François Biloul (1874-1947), à l'École des beaux-arts de Paris.
- Henri Biva (1848-1928), à l'académie Julian.
- Madeleine Carpentier, à l'académie Julian.
- Marie-Eugénie Coulin-Moinot (1867-1950).
- Pol de Czernichowski (1876-1916).
- Alfred Dabat (1869-1935).
- Angèle Delasalle, à l'académie Julian.
- Jenny Fontaine (1862-1938).
- Albert Dakin Gihon (1876-1950).
- Camille Godet, de 1898 à 1900.
- Clément Gontier[8]
- Maurice Grün (1870-1947), à l'académie Julian.
- Henri Guinier (1867-1927), à l'académie Julian.
- Martin Gwilt Jolley (1859-1917), anglais.
- Chester C. Hayes (1867-1947), à l'académie Julian.
- Emma Herland (1855-1947), à l'académie Julian en 1887-1888.
- William Samuel Horton (1865-1936), à l'académie Julian.
- Jeanne Louise Jacoutot-Mahudez (1876-1956).
- David Junès (1874-1938)[9] à l'École des beaux-arts de Paris.
- Edwin H. Kiefer (1860-1931), à l'académie Julian
- Paul Peel, à l'académie Julian.
- Marcel Pille (1867-1943)
- Louis Roger (1874-1953), à l'École des beaux-arts de Paris
- Alphonse Roubichou (1861-1938).
- Henri Rudaux (1870-1927).
- Joseph Saint-Charles (1868-1956), canadien.
- Aurélia de Souza (1866-1922), portugaise.
- Sofia Martins de Souza (1870-1960), portugaise.
- Léon Tanzi (1846-1913), à l'académie Julian
- Jules Taupin (1863-1932), à l'École des beaux-arts de Paris.
- Antony Troncet, à l'académie Julian.
- Louis Valtat (1869-1952), à l'académie Julian.
- Antoine Villard (1867-1934), à l'École des beaux-arts de Paris.

## Distinctions
- Commandeur de la Légion d'honneur (1900), officier (1884), chevalier (1878)
- Officier de l'Instruction publique
- Chevalier de l'ordre de Léopold (Belgique, 4 mai 1881)[10].

## Liste d'œuvres
| Tableau | Titre                                                                   | Date      | Dimensions          | Notes | Lieu de conservation                                                      |
| ------- | ----------------------------------------------------------------------- | --------- | ------------------- | ----- | ------------------------------------------------------------------------- |
|         | Antigone près du corps de Polynice                                      | 1868      | 33 × 41 cm          |       | Toulouse, musée des Augustins                                             |
|         | La Mort d'Astyanax                                                      | 1868      | 115 × 147 cm        |       | Collection particulière                                                   |
|         | Hamlet et le roi                                                        | 1869      | 171,5 × 136 cm      |       | Paris, musée d'Orsay                                                      |
|         | Odalisque allongée                                                      | vers 1870 | 115 × 149 cm        |       | Collection particulière (en dépôt à Paris au musée d'Orsay)               |
|         | La sortie de Mosquée                                                    | vers 1872 | 66 × 82 cm          |       | Dijon, musée des Beaux-Arts                                               |
|         | Samson et Dalila                                                        | 1872      |                     |       | Localisation inconnue                                                     |
|         | Portrait de Monsieur Léonce Berthomieu                                  | 1873      | 81 × 104 cm         |       | Narbonne, musée d'Art et d'Histoire                                       |
|         | Portrait de Madame Léonce Berthomieu                                    | 1873      | 85 × 108 cm         |       | Narbonne, musée d'Art et d'Histoire                                       |
|         | L'Immaculée Conception (esquisse)                                       | 1874      | 41 × 27,1 cm        |       | Paris, Petit Palais                                                       |
|         | Prisonniers marocains                                                   | 1875      | 186 × 391 cm        |       | Bordeaux, musée des Beaux-Arts                                            |
|         | L'Entrée du sultan Mehmet II à Constantinople (esquisse)                | 1876      | 54 × 45 cm          |       | Luxeuil-les-Bains, musée de la Tour des échevins                          |
|         | L'Entrée du sultan Mehmet II à Constantinople (esquisse)                | 1876      | 44 × 32 cm          |       | Collection particulière                                                   |
|         | L'Arrivée des Templiers à Jérusalem, esquisse                           | 1876      | 54 × 34 cm          |       | collection Comte Alexandre de Bothuri B                                   |
|         | Entrée du sultan Mehmet II à Constantinople le 29 mai 1453              | 1876      | 703 x 538           |       | Toulouse, musée des Augustins                                             |
|         | Arabes assis                                                            | 1877      |                     |       | New York, musée d'Art Dahesh                                              |
|         | Intérieur de harem au Maroc                                             | 1878      | 310 × 527 cm        |       | Lille, palais des Beaux-Arts                                              |
|         | Le Soir sur les terrasses                                               | 1879      | 123 × 198,5 cm      |       | Montréal, Musée des beaux-arts de Montréal                                |
|         | La Favorite de l'émir                                                   | vers 1879 | 142,2 × 221 cm      |       | Washington, National Gallery of Art                                       |
|         | Les Derniers Rebelles, scène d'histoire marocaine (esquisse)            | 1880      | 100 × 134 cm        |       | Collection particulière                                                   |
|         | Les Derniers Rebelles, scène d'histoire marocaine                       | 1880      | 240 × 410 cm        |       | Besançon, musée des Beaux-Arts                                            |
|         | Le Caïd marocain Tahamy                                                 | 1880      | 60 × 48,5 cm        |       | Narbonne, musée d'Art et d'Histoire                                       |
|         | Portrait de Juliette Adam                                               | 1881      | 60 × 48,5 cm        |       | Versailles, musée de l'Histoire de France                                 |
|         | Passe-temps d'un kalife (Séville, XIIIe siècle)                         | 1881      |                     |       | Localisation inconnue                                                     |
|         | Hérodiade                                                               | 1881      | 132 × 96 cm         |       | Collection particulière                                                   |
|         | Le Lendemain d'une victoire à l'Alhambra                                | 1882      | 132,1 × 106 cm      |       | Montréal, Musée des beaux-arts de Montréal                                |
|         | Les Chérifas                                                            | 1884      | 247 × 410 cm        |       | Carcassonne, musée des Beaux-Arts                                         |
|         | Les Chérifas (réduction)                                                | 1884      | 114 × 195 cm        |       | Pau, musée des Beaux-Arts                                                 |
|         | Les Chérifas (réduction)                                                | 1884      | 49 × 81 cm          |       | Collection particulière                                                   |
|         | La Justice du chérif, Espagne mauresque, XVe siècle                     | 1885      | 369 × 664 cm        |       | Lunéville, château de Lunéville (œuvre détruite dans un incendie en 2003) |
|         | Judith                                                                  | 1886      | 242 × 133 cm        |       | Localisation inconnue                                                     |
|         | Judith (réduction)                                                      | 1886      | 64 × 34 cm          |       | Collection particulière                                                   |
|         | Justinien ou Conspiration (esquisse)                                    | 1886      | 60 × 84 cm          |       | Newport Civic Centre (en)                                                 |
|         | Justinien                                                               | 1886      | 378 × 662 cm        |       | Sarasota, musée d'Art John-et-Mable-Ringling                              |
|         | Judith                                                                  | vers 1886 | 120,7 × 80 cm       |       | New York, Metropolitan Museum of Art                                      |
|         | Le Masque de Beethoven                                                  | 1887      | 56 × 45 cm          |       | Toulouse, musée des Augustins                                             |
|         | Orphée                                                                  | 1887      |                     |       | Localisation inconnue                                                     |
|         | Théodora                                                                | 1887      | 225 × 125 cm        |       | Buenos Aires, musée national des Beaux-Arts                               |
|         | Théodora (réduction)                                                    | 1887      | 133 × 76 cm         |       | Collection particulière                                                   |
|         | Portrait d'Emmanuel Arago                                               | 1888      | 65 × 50 cm          |       | Toulouse, musée des Augustins                                             |
|         | Les Funérailles de l'émir                                               | 1889      | 278 × 428 cm        |       | Paris, Petit Palais                                                       |
|         | Paris conviant le monde à ses fêtes (esquisse)                          | 1889      | 58,5 × 82,3 cm      |       | Paris, Petit Palais                                                       |
|         | Portrait du capitaine Frangeul                                          | 1890      | 24,5 × 19 cm        |       | Nantes, musée des Beaux-Arts                                              |
|         | Paris conviant le monde à ses fêtes (esquisse en grisaille)             | 1890      | 35 × 43,5 cm        |       | Paris, Petit Palais                                                       |
|         | Paris conviant le monde à ses fêtes (esquisse)                          | vers 1891 | 46,5 × 61,5 cm      |       | Paris, Petit Palais                                                       |
|         | Paris conviant le monde à ses fêtes                                     | 1891      |                     |       | Paris, hôtel de ville                                                     |
|         | Le Comte de Toulouse fait bénir ses étendards à Saint-Sernin (esquisse) |           | 70 × 52 cm          |       | Toulouse, musée des Augustins                                             |
|         | Autoportrait                                                            | 1892      | 28 × 19 cm          |       | Toulouse, musée des Augustins                                             |
|         | Portrait de Jean Montfraix                                              | 1893      |                     |       | Toulouse, musée des Augustins                                             |
|         | Portrait de Jules Clarétie                                              | 1893      | 50 × 40 cm          |       | Versailles, musée de l'Histoire de France                                 |
|         | Portrait d'André Benjamin-Constant                                      | 1895      | 117 × 86,5 cm       |       | Paris, musée d'Orsay                                                      |
|         | Portrait d'Alfred Chauchard                                             | 1896      | 130,5 × 97 cm       |       | Paris, musée d'Orsay                                                      |
|         | Portrait d'Henri d'Orléans, duc d'Aumale                                | 1896      | 263 × 215 cm        |       | Chantilly, musée Condé                                                    |
|         | Portrait du comte Armand                                                | 1897      | 67 × 50 cm          |       | Marseille, musée des Beaux-Arts                                           |
|         | Portrait de Camille Saint-Saëns                                         | 1898      |                     |       | Paris, musée de la Musique                                                |
|         | La Glorification de la Musique (esquisse)                               | 1898      | 59 × 56 cm          |       | Paris, musée d'Orsay                                                      |
|         | La Glorification de la Musique                                          | 1899      |                     |       | Paris, théâtre national de l'Opéra-Comique                                |
|         | Portrait de ses deux fils (André et Emmanuel)                           | 1899      | 109 × 124 cm        |       | Toulouse, musée des Augustins                                             |
|         | Les Routes de l'air                                                     | 1900      | 400 × 500 cm        |       | Paris, musée d'Orsay                                                      |
|         | Portrait d'Angèle Delasalle                                             | 1900      | 101 × 76,5 cm       |       | Paris, Petit Palais                                                       |
|         | Portrait d'Elia Demidof                                                 | 1900      | 131 × 98 cm         |       | Athènes, Pinacothèque nationale d'Athènes                                 |
|         | L'entrée à Toulouse du pape Urbain II en 1096                           | 1900      |                     |       | Toulouse, Capitole, salle des Illustres                                   |
|         | Tête de pape                                                            |           | 65,5 × 54,5 cm      |       | Toulouse, musée des Augustins                                             |
|         | Beethoven, la sonate au clair de lune                                   |           | 190 × 305 cm        |       | Lille, palais des Beaux-Arts                                              |
|         | Portrait de jeune homme barbu, dit l'Albinos                            |           | 73,5 × 61 cm        |       | Toulouse, musée des Augustins                                             |
|         | Portrait d'Emmanuel, fils de l'artiste                                  |           | 29,5 cm de diamètre |       | Toulouse, musée des Augustins                                             |
|         | Un gardien de harem                                                     |           | 46 × 33 cm          |       | Vendôme, musée de Vendôme                                                 |
|         | Portrait de Madame Philippe Caraguel                                    |           | 83 × 109 cm         |       | Narbonne, musée d'Art et d'Histoire                                       |
|         | Portrait de Philippe Caraguel                                           |           | 83 × 109 cm         |       | Narbonne, musée d'Art et d'Histoire                                       |
|         | Portrait de femme, "Tante Anna"                                         |           | 56 × 44 cm          |       | Montpellier, musée Fabre                                                  |
|         | Portrait de femme                                                       |           | 54,5 × 45,5 cm      |       | Guéret, musée d'Art et d'Archéologie                                      |
|         | Intérieur de harem                                                      |           |                     |       | Lille, palais des Beaux-Arts                                              |
|         | Cour marocaine                                                          |           | 94 × 76 cm          |       | Paris, musée du quai Branly - Jacques-Chirac                              |
|         | A l'étal du boucher                                                     |           | 68 × 65 cm          |       | Paris,musée du quai Branly - Jacques-Chirac                               |
|         | Scène des Orientales                                                    |           | 65 × 54 cm          |       | Paris, Petit Palais                                                       |
|         | Saint Joseph père nourricier du Christ                                  |           | 130 × 95 cm         |       | Villers-sur-Mer, église Saint-Martin                                      |
|         | La Musicienne                                                           |           | 80 × 65 cm,         |       | collection particulière Djillali Mehri                                    |
|         | Cour dans le palais du sultan                                           |           | 120,3 × 79 cm       |       | Ann Arbor, University of Michigan Museum of Art                           |

## Reproductions de tableaux

Œuvres de Benjamin-Constant
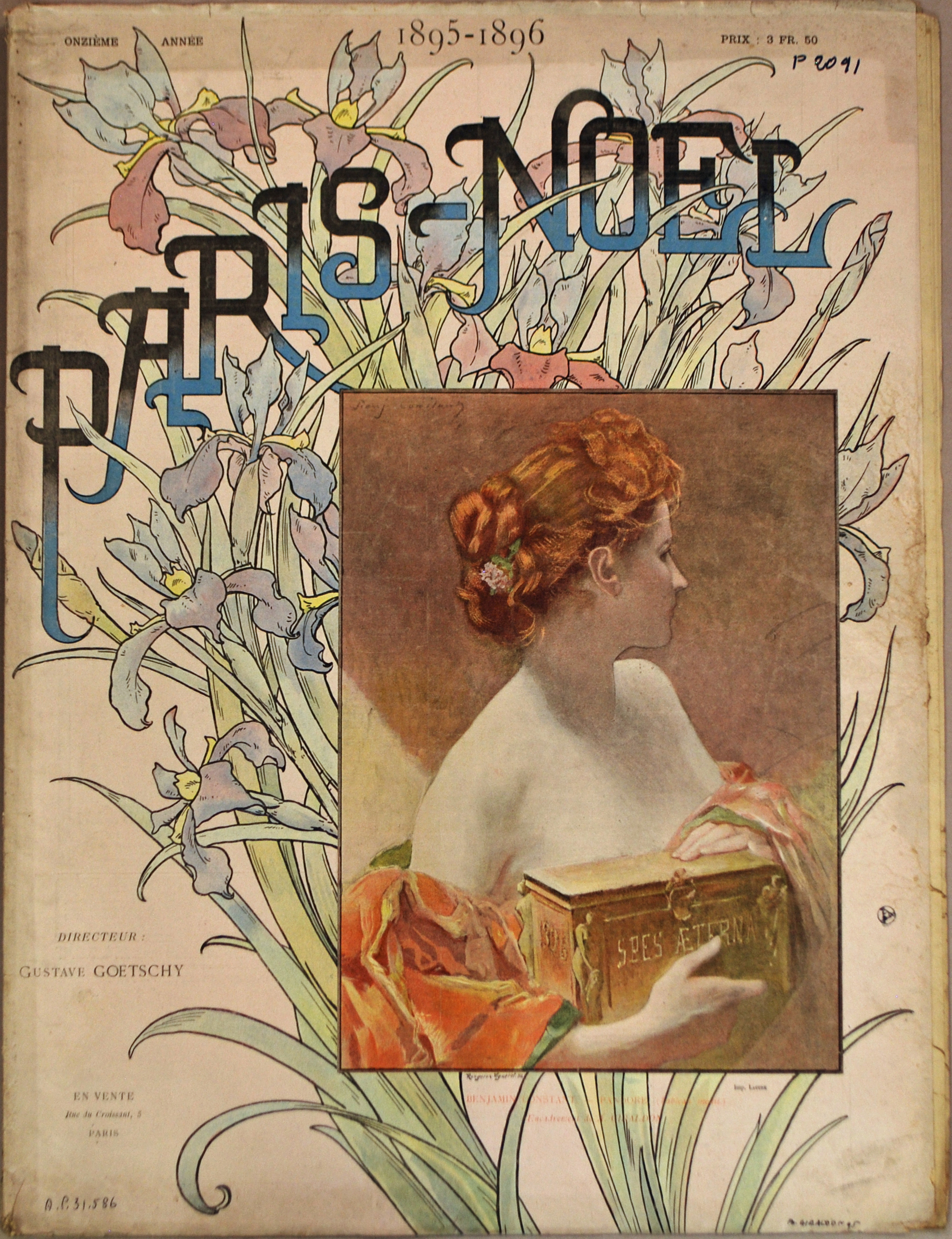
Couverture de Paris-Noël, 1895.
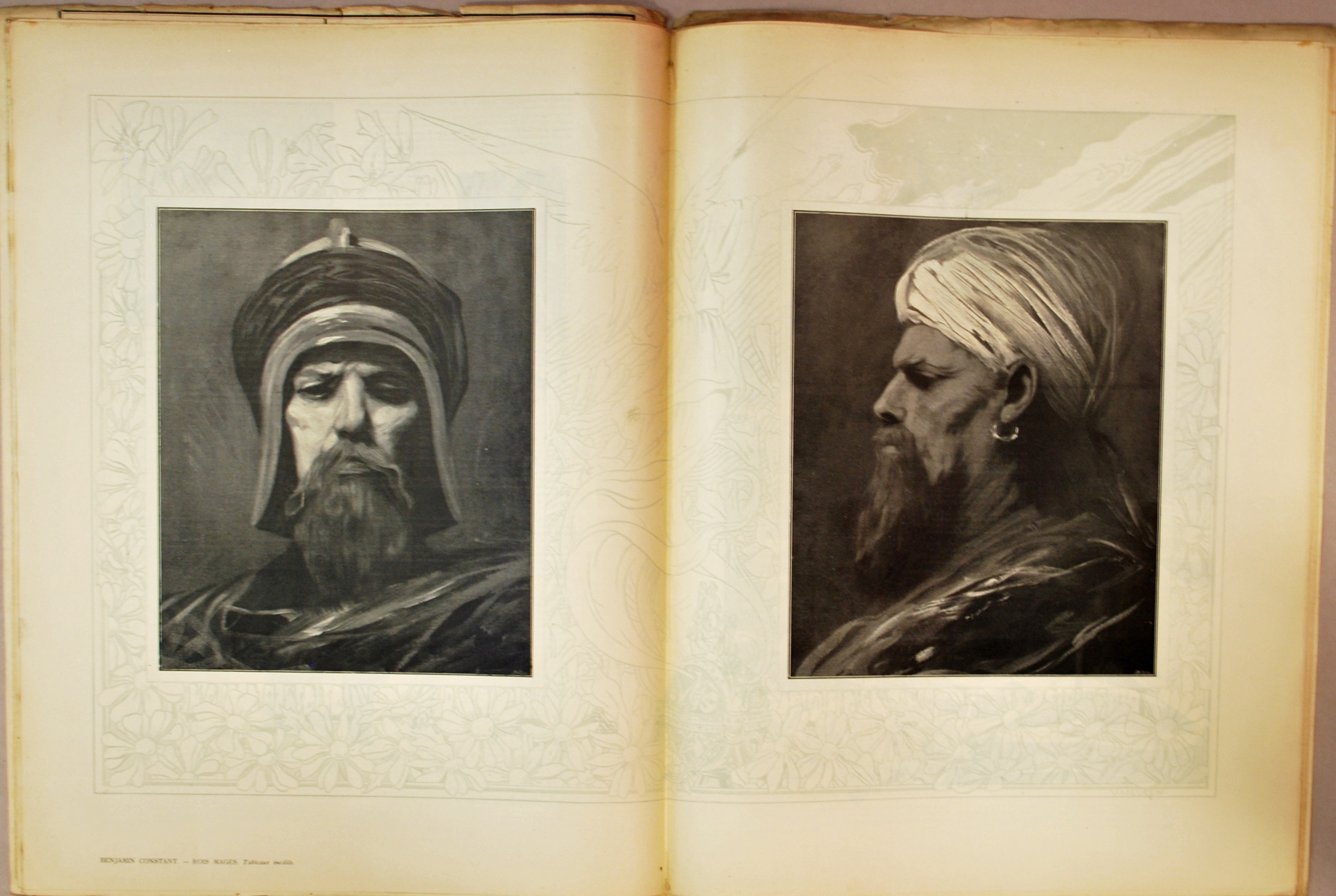
Les Rois mages (Paris-Noël, 1896).